# Malindangia mcgregori
Malindangia mcgregori là một loài chim trong họ Campephagidae. Đây là loài đặc hữu của đảo Mindanao (Philippines).